# Mike Riley
Pour les articles homonymes, voir Riley.
Pour l'acteur canadien, voir Michael Riley. Pour le joueur de hockey sur glace, voir Mike Reilly. Pour le joueur de football canadien, voir Michael Reilly.
Michaël Anthony Riley dit Mike Riley, né le 17 décembre 1964 à Leeds, est un ancien arbitre anglais de football. Il commença comme arbitre assistant entre 1989 et 1994, puis comme arbitre central entre 1994 et 2009, devenant arbitre FIFA de 1999 à 2009.

## Carrière
Il a officié dans des compétitions majeures : 
- Charity Shield 2000
- Coupe d'Angleterre de football 2001-2002 (finale)
- Coupe de la Ligue anglaise de football 2003-2004 (finale)
- Euro 2004 (2 matchs)
- Coupe de Hong Kong de football 2006-2007 (finale)